# Apollinarija Prokof'evna Suslova
Apollinarija Prokof'evna Suslova, conosciuta anche come Polina Suslova (in russo Аполлина́рия Проко́фьевна Су́слова?; Nižnij Novgorod, 1839 – Sebastopoli, 1918), è stata una scrittrice russa.
È nota soprattutto per essere stata l'amante dello scrittore Fëdor Dostoevskij, la moglie di Vasilij Vasil'evič Rozanov e la sorella di Nadežda Prokof'evna Suslova. È considerata la femme fatale che fu motivo di ispirazione per molti dei personaggi femminili dostoevskijani: Polina Aleksandrovna ne Il giocatore, Nastas'ja Filippovna ne L'idiota, Lizaveta Nikolaevna ne I demoni, Katerina e Grušenka ne I fratelli Karamazov.

## Biografia
Polina Suslova nacque nel 1839 nella gubernija di Nižnij Novgorod. Figlia di un servo della gleba, ebbe un'istruzione adeguata: nel 1867 Polina frequentò una scuola di perfezionamento e, quando la famiglia Suslov si trasferì a San Pietroburgo, frequentò l'Università statale di San Pietroburgo.
Nel 1861 pubblicò il racconto Pokuda sulla rivista Vremja diretta da Michail Dostoevskij. Quello stesso anno frequentò le lezioni di Fëdor Dostoevskij, già scrittore di fama, e le cui conferenze erano molto popolari tra i giovani. All'epoca Dostoevskij aveva 40 anni e lei ne aveva 21. La relazione fu difficile e dolorosa per entrambi e Polina gli chiedeva costantemente di divorziare dalla moglie Maria. Dopo la morte di Maria, avvenuta il 15 aprile 1864, Dostoevskij chiese più volte a Polina Suslova di sposarlo, ma lei rifiutò.
Vasilij Rozanov incontrò Polina Suslova quando era ancora uno studente e lei aveva già più di trent'anni. I due ebbero una relazione di tre anni, si sposarono nel novembre 1880 e si separarono sei anni più tardi. Dopo che Rozanov conobbe la sua futura moglie, Varvara, Polina rifiutò di divorziare da lui per 20 anni.
A partire dai primi anni del 1900, Polina Suslova visse da sola a Sebastopoli, dove morì nel 1918 all'età di 78 anni.